# اینتلی‌ویژن
اینتلی‌ویژن (به انگلیسی: Intellivision) نام یک کنسول بازی از نسل دوم کنسول‌هاست که در سال ۱۹۷۹ میلادی، ابتدا در ایالات متحده آمریکا و به صورت آزمایشی عرضه شد.
 ۱۹۸۰